# 澳大利亞—日本關係
澳大利亚和日本之间的双边关系总体上是温和的，两国都与西方世界有着密切的联系。日本是澳大利亚的主要经济伙伴之一，是澳大利亚第二大贸易伙伴。澳大利亚政府和商界领袖将日本视为重要的出口市场，日本也将澳大利亚视为重要的合作伙伴、能源、矿产和其他初级产品的重要来源、受欢迎的旅游目的地。除了經濟和商業聯繫，兩國在文化、旅游、国防和科学等方面也有合作。 
在二战以及1980年代和1990年代初期日本经济強盛時期（日本泡沫经济破裂前）兩國關係一般。 後來兩國關係不断发展壮大。澳大利亚前总理托尼·阿博特称赞日本是澳大利亚在亚洲最亲密的朋友。 澳大利亚和日本都承认对方是亚太地区重要的战略伙伴。两者都是美国的重要盟友。前澳大利亞國防部長马里斯·佩恩稱日本为亞太地區澳大利亞的“重要伙伴”，內閣總理大臣岸田文雄認為日澳关系是亚太地区安全的关键。為应对来自中国不断上升的威胁，2022年1月6日，日本和澳大利亚签署防务条约。2022年10月22日，日本和澳大利亚签署新双边安全协议，內容涉及兩國在军事、情报、网络安全、太空、执法、后勤和保护电信领域的合作。
澳大利亞在東京设有大使馆，在大阪市设有总领事馆，在札幌市设有领事馆。日本在堪培拉设有大使馆，在悉尼、墨尔本、布里斯班和珀斯设有总领事馆，在凯恩斯设有领事馆。